# 錫尼沙湖
錫尼沙湖（白俄羅斯語：Сіньша）是白俄羅斯的湖泊，位於德里薩河流域，由維捷布斯克州負責管轄，長4公里、寬1.44公里，面積2.53平方公里，流域面積1,782平方公里，湖岸線長度9.9公里，最大水深7.1米。